# Geografov Peninsula
Geografov Peninsula är en udde i Antarktis. Den ligger i Östantarktis. Australien gör anspråk på området. Geografov Peninsula ligger vid sjön Vetvistoe.
Terrängen inåt land är platt, och sluttar norrut.  Trakten är obefolkad. Det finns inga samhällen i närheten. 